# روتختی

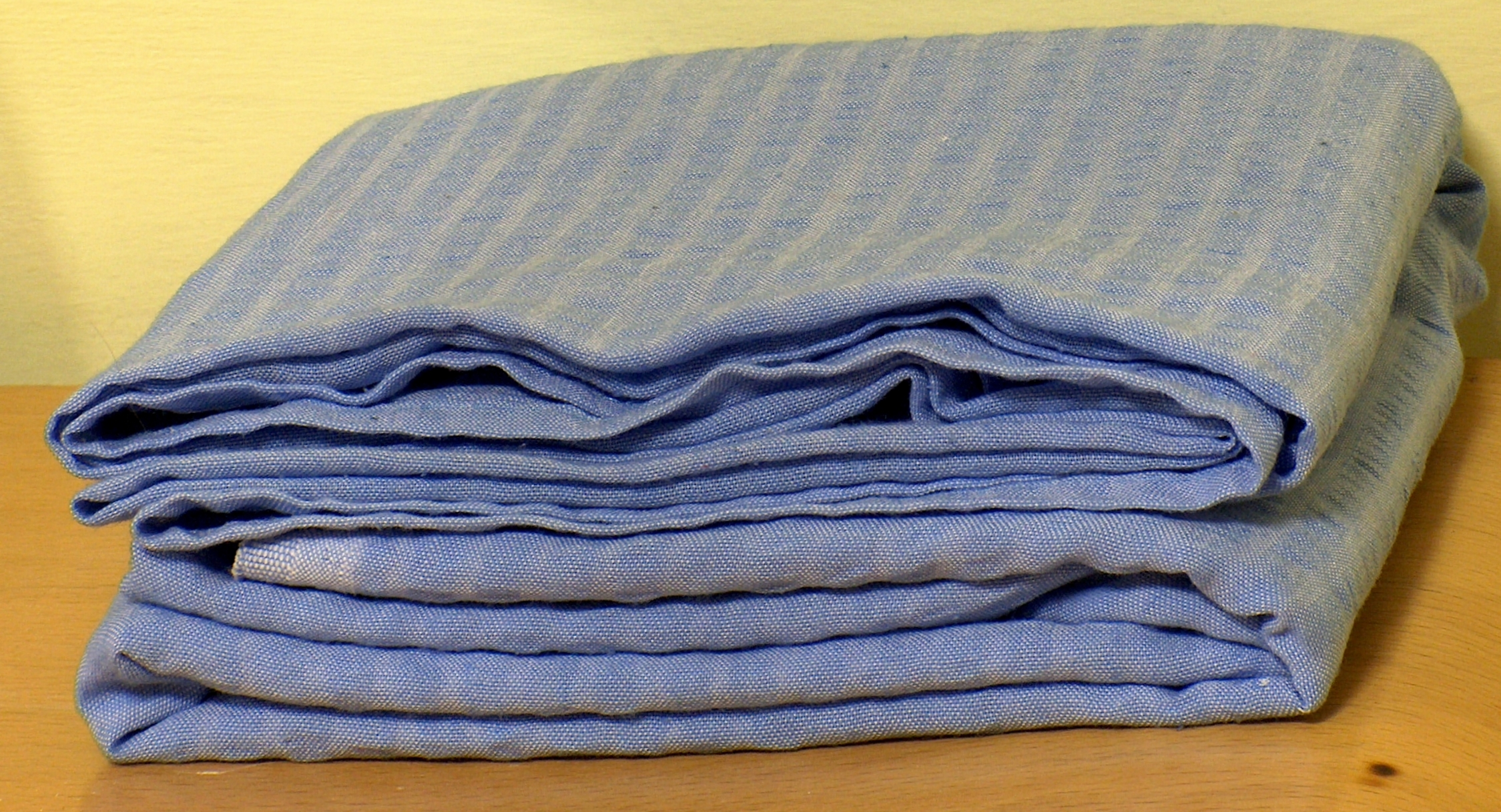
روتختی آبی‌رنگ

روتختی پارچه مستطیل شکلی است که برای پوشاندن تشک و کسانی که روی آن می‌خوابند استفاده می‌شود. روتختی در دو نوع کاوری و  لحافی ارائه میگردد.کاوری یعنی لحاف از کاور جدا می‌شود و شستشو راحت‌تر است اما در روتختی لحافی کاور به لحاف دوخت شده و شستشو زمان بر و دشوار تر است.
روتختی اولین بار در قرن ۱۵ مورد استفاده قرار گرفت. معمولاً روتختی‌ها سفید و ساخته شده از پارچه کتان یا ابریشم بودند اما در حال حاضر در رنگ‌ها و طرح‌های مختلفی عرضه می‌شوند.

## انواع روتختی
۹ مدل روتختی متفاوت از نظر جنس،دوام، کاربرد و قیمت وجود دارد.

### روتختی پنبه ای
روتختی پنبه ای شامل دو نوع الیاف کوتاه و بلند میشود که پنبه ای الیاف بلند برای تخت مناسب است و  به دو صورت ساتن و پرکال تولید میشود.

### روتختی کتانی
روتختی های کتانی ضخیم تر از روتختی پنبه ای هستند و خاصیت جذب رطوبت دارند همچنین قابلیت چروک شدن در آن ها به وضوح دیده میشود.

### روتختی فلانل
این نوع روتختی ها از الیاف پنبه ای ساخته شده که جاذب گرما هستند و در فصل زمستان کاربرد بیشتری دارند.

### روتختی های ابریشم
این نوع روتختی ها از ابریشم خاصل از  کرم های ابریشم تولید میشود.

### روتختی های بامبو
این روتختی ها از الیاف طبیعی ساخته میشود که قابلیت تنفس دارد.

### روتختی لیوسل
لیوسل نوعی از ابریشم مصنوعی است که از تخمیر اکالیپتوس ساخته میشود.

### روتختی ساتن
روتختی ساتن میتواند از جنس های مختلف  پنبه، ابریشم مصنوعی، پشم، بامبو یا مواد دیگری ساخته شده است که بافت آن از نخ های عمودی است و براق و نرم هستند.

### روتختی پلی استر
پلی استر ماده ساخته شده از نفت است که این نوع روتختی ها از پلی استر ساخته شدند.

### روتختی های میکروفایبر
روتختی های میکروفایبر ساخته شده از نوعی پلی استر خرد شده و ریزبافت است.